# Visions Veterans Memorial Arena
 (mars 2025).
Le Visions Veterans Memorial Arena est un aréna d'une capacité de 6 727 sièges à multi-niveaux situé à Binghamton, dans l'État de New York.
Il fut achevé en 1973. Les Black Bears de Binghamton (FHL) y jouent leurs rencontres à domicile.